# Henk Vogels (wielrenner)
Henk Vogels (junior) (Perth, 31 juli 1973) is een Australisch voormalig wielrenner die tevens de Nederlandse nationaliteit bezit. 
Hij was een zoon van de Nederlander Henk Vogels Senior (1942-2019) die ook ooit heel kort profwielrenner was, te weten in 1967 en 1968. Junior boekte tijdens zijn carrière vooral zeges in minder bekende koersen in Australië en de Verenigde Staten. Het dichtste dat hij kwam bij het winnen van een klassieker, was een tweede plaats in Gent-Wevelgem in het jaar 2003.
Na 2008 zette hij een punt achter zijn wielerloopbaan. In november 2010 werd bekend dat Vogels in 2011 aan de slag zou gaan als ploegleider van de Australische formatie Team Pegasus. Na veel problemen werd begin februari 2011 duidelijk dat dit team niet doorging. In 2012 ging Vogels aan de slag bij Team RusVelo.

## Palmares
1994
- Gouden medaille ploegentijdrit Gemenebestspelen (met Damian McDonald, Phil Anderson en Brett Dennis)
- 1e etappe Commonwealth Bank Classic
- Eindklassement Olympia's tour

1995:
- 14e etappe Herald Sun Tour
- 3e etappe Great Southern Classic
- 5e etappe Great Southern Classic
- Eindklassement Great Southern Classic

1996
- 6e etappe van de Ronde van de Toekomst
- 12e etappe Herald Sun Tour
- 2e etappe Wien - Grabenstein - Gresten - Wien

1997
- Duo Normand (met Cyril Bos)

1999
- Australisch kampioen op de weg, Elite

2000
- 2e etappe Ronde van Asturië
- 1e etappe Herald Sun Tour
- 1e etappe Vuelta Ciclista a la Rioja
- Clásica Alcobendas
- Capitol Cup
- 2e etappe Fitchburg Longsjo Classic
- Eindklassement Fitchburg Longsjo Classic
- USPro Championship
- Zomergem - Adinkerke

2001
- 3e etappe Tour de Beauce
- Eindklassement Tour de Beauce
- 7e etappe Herald Sun Tour
- 11e etappe Herald Sun Tour

2002
- 12e etappe Herald Sun Tour
- 1e etappe Cascade Classic
- 4e etappe Cascade Classic
- 2e etappe Georgia Labour Day

2003
- 1e etappe Ronde van Georgia

2007
- 3e etappe Central Valley Classic

2008
- 4e etappe Tour of the Gila
- 4e etappe Gateway Cup

## Resultaten in voornaamste wedstrijden
| Jaar | Ronde van Italië | Ronde van Frankrijk | Ronde van Spanje |
| ---- | ---------------- | ------------------- | ---------------- |
| 1995 |                  |                     | 114e             |
| 1996 |                  |                     |                  |
| 1997 |                  | 99e                 |                  |
| 1998 |                  |                     | opgave           |
| 1999 |                  | 121e                |                  |
| 2001 |                  |                     |                  |
| 2002 |                  |                     |                  |
| 2003 |                  |                     |                  |
| 2005 | 136e             |                     |                  |
| 2006 | 145e             |                     |                  |

| Jaar | Milaan-San Remo | Gent-Wevelgem | Ronde van Vlaanderen | Parijs-Roubaix | Amstel Gold Race | Luik-Bast.‑Luik | Omloop Het Volk | Dwars door Vlaanderen | Brabantse Pijl |  | WK op de weg |
| ---- | --------------- | ------------- | -------------------- | -------------- | ---------------- | --------------- | --------------- | --------------------- | -------------- |  | ------------ |
| 1995 |                 |               |                      |                |                  |                 |                 |                       |                |  |              |
| 1996 |                 |               |                      |                |                  |                 | 18e             |                       |                |  |              |
| 1997 | 61e             | 6e            | 15e                  | 10e            | 11e              |                 | 41e             |                       |                |  | 17e          |
| 1998 |                 | 7e            | 14e                  | 10e            | 19e              | 44e             | 10e             |                       |                |  | 38e          |
| 1999 | 83e             | 30e           | 51e                  | 43e            |                  |                 |                 | 8e                    |                |  |              |
| 2001 | 174e            |               |                      | opgave         |                  |                 |                 |                       |                |  |              |
| 2002 |                 |               |                      |                |                  |                 |                 |                       |                |  | 120e         |
| 2003 |                 | Zilver        |                      |                |                  |                 |                 |                       |                |  |              |
| 2005 |                 | 58e           |                      | 23e            |                  |                 |                 | 61e                   | 55e            |  | 94e          |
| 2006 | 118e            | 12e           | 67e                  | 28e            |                  |                 |                 |                       |                |  |              |

## Ploegen
- 1995-Amcal Chemist
- 1995-Novell
- 1996-Rabobank
- 1997-Gan
- 1998-Crédit Agricole
- 1999-Crédit Agricole
- 2000-Mercury Cycling Team-Manheim Auctions
- 2001-Mercury-Viatel
- 2002-Mercury Cycling Team
- 2003-Navigators Cycling Team
- 2004-Navigators Insurance Cycling Team
- 2005-Davitamon-Lotto
- 2006-Davitamon-Lotto
- 2007-Toyota-United Pro Cycling Team
- 2008-Toyota-United Pro Cycling Team